# Kentland
Kentland är administrativ huvudort i Newton County i Indiana. Orten har fått sitt namn efter grundaren A.J. Kent. Vid 2010 års folkräkning hade Kentland 1 748 invånare.